# Dirección de Estudios Históricos
La Dirección de Estudios Históricos (DEH) es un organismo superior de la Fuerza Aérea Argentina bajo la dependencia del Estado Mayor General de la Fuerza Aérea a través de la Secretaría General.

## Reseña
Creado en 1982 tras elevar la jerarquía de departamento a dirección, su misión es conducir la producción, conservación y difusión de la historia de la Fuerza Aérea Argentina.
Se halla organizada en la División Investigaciones Históricas, Archivo Histórico y Publicaciones. En 2024 publicó una edición renovada de los tomos de La Fuerza Aérea en Malvinas, producida junto con la Comisión BANIM.
Además, pertenece al sistema de archivos de la defensa bajo la gestión del Ministerio de Defensa.